# شاندلير أوين
شاندلير أوين (بالإنجليزية: Chandler Owen)‏ هو كاتب أمريكي، ولد في 1889، وتوفي في 1967.